# آدم وحواء (فلم 1928)
آدم وحواء (بالألمانية: Adam und Eva) فيلم أبيض وأسود كوميدي ألماني صامت إنتاج عام 1928 من إخراج رودولف بيبراش وبطولة رينهولد شونزل وإلزا تيماري وفاليري بوثبي. تم تصويره في استوديوهات بابلسبيرغ في برلين وفي موقع في الجبال العملاقة. تم تصميم مجموعات الفيلم من قبل المخرجين الفنيين آرثر شوارتز وجوليوس فون بورسودي.

## ملخص القصة
يعمل البستاني آدم وصديقته آنا الخادمة في منزل ويحبان بعضهما البعض. ولكن وصول خادمة جديدة، مصاصة الدماء كلارا، يحول بينهما حيث تحاول بقوة الفوز بعواطف آدم.

## طاقم التمثيل
- رينهولد شونزيل بدور آدم غروناو
- إلزا تيماري بدور آنا، داس هاوسمادشين
- فاليري بوثبي في دور كلارا، يموت زوفي
- هيرمينه شترلر بدور فراو كونسول جنسن
- ترود ليمان بدور كوك
- هوغو فيرنر بدور دينر
- إرنست هوفمان بدور سون
- جون لودر
- جون ميلونج بدور السائق
- ميتا جاغر في دور آدامز موتر
- فريجا براوت بدور فورستر

## روابط خارجية
- آدم وحواء  في قاعدة بيانات الأفلام على الإنترنت (بالإنجليزية)